# Загушење рукама
Загушење или задављење рукама (лат. strangulatio manualis)  један је од облика насилног удушења које укључује компресију врата употребом једне или обе руке или примену притиска другим делом тела као што је подлактица или колено. Механизам умирања код ове врсте гушења идентичан је механизму код свих загушења или странгулационих удушења. У овим случајевима обично постоји опсежна крварење у врату и преломи хиоида или гркљана.
Загушење рукама  у контексту насиља у породици сматра се потенцијално смртоносни облик напада. Губитак свести може настати у року од неколико секунди након загушења а смрти у року од неколико минута. Загушење је некада тешко открити и  често се није третирало као озбиљан злочин. Међутим, у многим јурисдикцијама, удушење је сада посебно кривично дело или отежавајућа околност у случајевима напада. 

## Општи појмови
Загушење (лат. strangulatio),  које се назива и дављење, задављење или пригушивање обично се дефинише као примена силе компресије на врат где је сила која делује на врат другачија од силе тела. Ово га разликује од смрти вешањем. Према томе примена било ког облика притиска на врат, било нежно или са одређеном силом, може да омета или компримује дисајне путеве или проток крви. Загушење не захтева одређени ниво притиска или силе у свом уобичајеном значењу, и не захтева никакву повреду да би изазвало смрт. 
Дели се на два главна типа: ручно и лигатурно загушење.  

## Епидемиологија
Систематски преглед 23 чланка заснован на 11 анкета у 9 земаља (Н=74.785, од којих су око две трећине биле жене) открио је да је 3,0% до 9,7% жена изјавило да их је у неком тренутку задавио интимни партнер.  Укупно 0,4% до 2,4%  изјавило је да су то доживели у протеклој години, а за жене је између 2 и 14 пута већа вероватноћа да ће их интимни партнер задавити него код мушкараца.
Најновије национално истраживање у САД које се бавило дављењем од стране интимног партнера питало је 16.507 одраслих особа (од којих су 55% биле жене) да ли је партнер покушао да их повреди тако што их је давио или угушио. Укупно 9,7% је одговорило да је партнер то учинио у неком тренутку свог живота; 0,9% је изјавило да се то догодило током прошле године.
Чини се да се распрострањеност дављења смањује у Канади, јединој земљи са вишеструким попречним анкетама које мере дављење.
Прва велика студија о преживелим жртвама дављења открила је да су 99% од 300 жртава у кривичним случајевима који укључују „удушење“ биле жене. У 2000. години, метааналитички преглед родних разлика у физичкој агресији према хетеросексуалном партнеру закључио је да је „...„загушити или задавити“ врло јасно мушки чин, било да се заснива на извештајима о себи или партнеру.“ А. До сличног закључка је дошло у вишенационалној рецензији из 2014. године: „...жене чешће него мушкарци пријављују да их је загушио интимни партнер.“
Серија студија спроведених у Канади открила је исту родну неподударност и објавила да је загушење од стране интимне особе чешће међу особама са инвалидитетом,  особама које живе у ванбрачној заједници (у односу на брачне) и онима у кораку ( наспрам биолошке) породице. Жене које су биле злостављане од стране интимног партнера пријавиле су већу стопу дављења.
Загушење је понекад фатално. Према великој америчкој студији о контроли случајева, претходно дављење је значајан и јединствени предиктор покушаја и довршеног убиства жена од стране мушког интимног партнера. Студија је показала да су шансе да постану жртва покушаја убиства порасле 7 пута, а шансе да постану жртва убиства порасле 8 пута за жене које је задавио њихов партнер.  Међутим, када је више од три десетине других карактеристика жртве, починиоца и инцидента узето у обзир, гушење више није представљало јединствени предиктор. Загушење је толико уобичајено код батинања (50% или више претучених жена изјавило је да су дављене) и да се не разликује од злостављање у којем жртва преживи или умре.

## Етиопатогеназа
Загушење рукама могу изазвати различити патомеханизми:
- продужена компресија гркљана (дисајних путева) и отежана размена гасова,
- поремећај церебралне циркулације услед затварања великих крвних судова врата,
- инхибиција функције срца услед стимулације вратних нерава. Срце ће наставити да куца чак и након изравнавања ЕЕГ.

Редослед физиолошких догађаја код ове врсте удушењу је следећи:
- успорен рад срца или брадикардија, која почиње 30 секунди након почетка гушења,

- смањење ритма дисања до агоналних удисаја са евентуалним престанком дисања,

- успоравање и коначно изравнавање електроенцефалограма (ЕЕЦ), које настаје након 90 секунди након почетка гушења.

Код загушење рукама може доћи до делимичне или потпуне опструкције и компресије свих главних и виталних анатомских структура на врату: вена , артерија, дисајних путева и нерава.
Ручно загушење које је повезано са спољашњим и унутрашњим повредама врата, у неким случајевима може бити минимално једва уочљиво, док се у већини случајева лако уочава на површини врарта у виду петехијалних крварења која су карактеристичан знак, иако не и и дијагностички, налаз код таквих смртних случајева.  

### Петехијална крварења
Када се петехијална крварења појаве у случајевима загушења, оне су скоро увек распоређене изнад нивоа опструкције врата и дистално од срца. Иако се такве петехије карактеристично виде у загушењу, њихову дистрибуцију судскомедицински вештак би требало детаљно забележити, јер су петехије релативно чест и неспецифичан обдукцијски налаз, јер се јављају у великом броју стања која нису последица гушења, а могу чак бити постмортем феномен повезан са постморталним положајем тела.

### Опструкција дисајних путева
Задављење може бити повезано са делимичном или потпуном опструкцијом дисајних путева директном компресијом гркљана или трахеје. Опструкција на нивоу ждрела може настати ручним подизањем гркљана тако да је улаз ваздуха блокиран притиском корена језика на непце . Компресија гркљана може преломити фарингеалне хрскавице и хиоидну кост (иако ће дистрибуција броја и природа ових прелома зависити од старости жртве и степена калцификације и фузије ових структура). Колапс гркљана повезан са овим преломима може сам по себи да изазове опструкцију протока ваздуха. Различити експерименти су показали да ће силе од приближно 15 килограма затворити душник. Ово је знатно више него што је потребно за зачепљење крвних судова.

### Компресија артерија и вена врата
Притисак који се врши стезањем врата компромитује циркулацију кроз велике крвне судове врата. С обзиром на површнији положај, тањи зид и нижи крвни притисак, југуларне вене - она се лакше компримује од артеријских крвних судова (који су дубље постављени, дебљег зид, вишег крвног притиска).
Примарни поремећај венског крвотока узрокује стагнацију крви у врату и глави (изнад места дављења), што последично доводи до модрице на лицу, тачкастог крварења у кожи и вежњачама  и застоја церебралне (мождана) венске циркулације. Поремећај и прекид церебралне циркулације изазива хипоксију, односно аноксију мозга са  могућим смртним исходом.
Оклузија вратних вена је скоро једина одговорна за класичне знаке конгестије, цијанозе и петехије изнад нивоа сужења врата. Притисци од само 2 килограма ће компримовати југуларне вене и ометати венски повратак у срце. Ово може изазвати брз пораст венског притиска у глави са руптуром малих венула.

### Стимулација нервних структура
На крају, затезањем - притиском на врат - може доћи до прекомерне стимулације нервних структура у пределу каротидних артерија. Рефлексни лук, који укључује аферентна влакна н. глософарингеус, вагална једра и еферентна парасимпатичка влакна н. вагуса, могу пренети стимулус и изазвати застој срчане функције и рефлексни смрти механизам срчане инхибиције.

## Обдукциони налаз
У зависности од тога да ли се загушење врши једном или обема рукама, нападач ретко може у потпуности да прекине доток артеријске крви у глави. Ако је венски проток крви углавном отежан и доток артеријске крви настави барем донекле да циркулише, развиће се синдром удушења. Сходно томе, насилно удушење (асфитична повреда) и венска конгестија су главни патофизиолошки механизми. 
Као и код загушења лигатуром, типични налази су конгестија главе са (барем привременом) цијанозом, петехијална крварења , а понекад и крварење из уста, носа или ушију.
Осим описаних повреда на врату, и на телу жртве и нападач могу се наћи трагове борбе у виду разних повреда: нагњечења, подливи и огреботине.

## Трајање компресије
Често постављано питање форензичких патолога је колико дуго мора да се примењује компресија врата пре него што особа остане без свести или умре. Због сложености механизама онеспособљења, губитка свести и смрти у загушењу, на ово питање нема једноставног одговора. 
Сматра се да да би дошло до петехијских крварења, компресија мора трајати најмање 30 секунди. Међутим, иако је вероватно тачно, да је у већини случајева, развој петехијских крварења индикација довољно дуготрајне компресије да изазове несвест, није могуће одредити овај временски период гтрајања са било којим степеном тачности.